# Anzaze

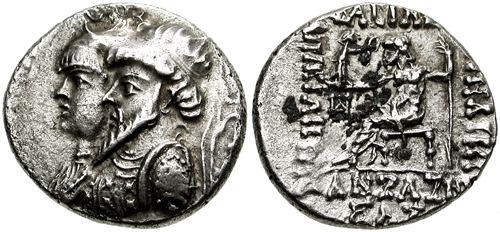
Münze: Kamnaskires und Anzaze

Anzaze war eine Königin der Elymais. Sie erscheint zusammen mit Kamnaskires III. (regierte um 82/81 bis ca. 75 v. Chr.) auf dessen Münzen und war wahrscheinlich seine Gemahlin. Die Münzen tragen die Legende ΒΑCΙΛЄΩC ΚΑΜΝΑCΚΙΡΟΥ ΒΑCΙΛΙCCΗC ΑΝΖΑΖΗC (altgriechisch βασιλέως Καμνασκιρου βασιλίσσης Ἀνζαζης ‚des Königs Kamnaskires, der Königin Anzaze‘).
Die Darstellung eines Königs mit seiner Gemahlin ist sonst auf Münzen nur selten belegt (bis auf das ägyptische Ptolemäerreich). Anzaze war daher vielleicht Mitregentin ihres Mannes.